# Faropenem
Faropenem  ist ein oral wirksames β-Lactam-Antibiotikum aus der Untergruppe der Peneme. Es wurde von der Firma Daiichi Asubio Pharma entwickelt und 1997 in Japan zugelassen zur Behandlung bestimmter durch entsprechend empfindliche Erreger verursachten Infektionskrankheiten. In den USA scheiterte ein Zulassungsantrag für Faropenem medoxomil zur Behandlung der Sinusitis, ambulant erworbenen Lungenentzündung, akuten Verschlechterung der chronischen Bronchitis und unkomplizierten Hautinfektionen an der unzureichend belegten Wirksamkeit. Pharmazeutisch wird Faropenem in Form seines Natriumsalzes oder des Prodrugs Faropenemmedoxomil verwendet.

## Weiterführende Literatur
- I. Milazzo, G. Blandino, F. Caccamo, R. Musumeci, G. Nicoletti, A. Speciale: Faropenem, a new oral penem: antibacterial activity against selected anaerobic and fastidious periodontal isolates. In: J Antimicrob Chemother. 51, Nr. 3, März 2003, S. 721–725. doi:10.1093/jac/dkg120. PMID 12615878.
- I. A. Critchley, S. D. Brown, M. M. Traczewski, G. S. Tillotson, N. Janjic: National and     regional assessment of antimicrobial resistance among community-acquired respiratory tract pathogens identified in a 2005-2006 U.S. Faropenem surveillance study. In: Antimicrob Agents Chemother. 51,  Nr. 12, Dezember 2007, S. 4382–4389. doi:10.1128/AAC.00971-07. PMID 17908940. PMC 2168020 (freier Volltext).
- S. Mushtaq, R. Hope, M. Warner, D. M. Livermore: Activity of faropenem against cephalosporin-resistant Enterobacteriaceae. In: J Antimicrob Chemother. 59, Nr. 5, Mai 2007, S. 1025–1030. doi:10.1093/jac/dkm063. PMID 17353220.
- J. P. Gettig, C. W. Crank, A. H. Philbrick: Faropenem medoxomil. In: Ann Pharmacother. 42, Nr. 1, Januar 2008, S. 80–90. doi:10.1345/aph.1G232. PMID 18094341.